# The Hunted (La presa)
The Hunted (La presa)  (The Hunted) és una pel·lícula estatunidenca dirigida per William Friedkin el 2003 i doblada al català

## Argument
Un antic entrenador de les forces especials investiga sobre una sèrie d'homicidis que pensa que han estat comesos per un dels seus millors alumnes.

## Repartiment
- Tommy Lee Jones: L.T. Bonham
- Benicio Del Toro: Aaron Hallam
- Connie Nielsen: Abby Durrell
- Leslie Stefanson: Irene Kravitz
- John Finn: Ted Chenoweth
- José Zúñiga: Moret
- Ron Canada: Van Zandt

## Nominacions
- Golden Trailer Awards de 2003 a la millor pel·lícula d'acció (Best Action) i a la millor pel·lícula de terror o thriller (Best terror/Thriller)